# 来广营地区
来广营地区是中华人民共和国北京市朝阳区的一个地区办事处，同时保留来广营乡名称，其行政事务机构实行“一套人马，两块牌子”的体制，地区办事处与乡政府合署办公。
来广营地区南接望京新城，北与昌平区交界，东临首都机场，西与奥林匹克公园相邻。面积25.88平方公里，常住人口3.5万人。有北京五环路横穿东西，北京地铁13号线斜穿，17号线纵贯南北。

## 下辖地区
来广营地区目前下辖的地区有：
新街坊社区、立城苑社区、北苑一号院社区、北苑二号院社区、北苑三号院社区、北苑家园清友园社区、北苑家园绣菊园社区、北苑家园紫绶园社区、朝来绿色家园社区、时代庄园社区、青年城社区、莲葩园社区、茉藜园社区、黄金苑社区、立清路第一社区、广达路社区、清苑路第一社区、红军营村、北湖渠村、来广营村、新生村和清河营村。